# Philippa York
Philippa York (* 13. September 1958 in Glasgow) ist eine schottische Radsportkommentatorin. Vor der Durchführung geschlechtsangleichender Maßnahmen war sie als Robert Millar erfolgreich im Männerradsport.

## Radsportlaufbahn
Am Beginn und am Ende seiner Karriere standen jeweils Siege in Meisterschaftsrennen. 1976 wurde er Meister von Schottland im Straßenrennen der Junioren, 1978 und 1979 siegte er bei den Amateuren, 1995 gewann er den Titel der britischen Eliteklasse. Er startete für den Verein Manchester Wheelers. Nach dem Gewinn der nationalen Meisterschaft bei den Amateuren ging Millar nach Frankreich und wurde Mitglied im Verein ACBB Paris. Millar gewann 1979 die Route de France. 1979 wurde er mit der „Palmes d’or Merlin Plage“ geehrt, einer Auszeichnung für den besten französischen Amateur des Jahres. Er kam in die Wertung, da er für einen französischen Verein fuhr.
Der Bergspezialist Millar war in den 1980er Jahren einer der weltbesten Radprofis und zählt bis heute neben Tom Simpson, Bradley Wiggins, Chris Froome und Mark Cavendish zu den erfolgreichsten Briten in der Geschichte des Straßenradsports. Er gewann 1984 als erster Brite bei der Tour de France das Gepunktete Trikot des Siegers der Bergwertung.
Seine Profilaufbahn begann er nach erfolgreichen Jahren als Amateur 1980 im französischen Peugeot-Team. Bei dieser Mannschaft blieb er bis 1985. Nach zwei Jahren in den Niederlanden kehrte er 1988 wieder nach Frankreich zurück und fuhr bis 1995 als Profi für mehrere Teams.
Seinen größten Karriereerfolg verpasste Millar bei der Vuelta a España 1985. Am Start der vorletzten Etappe hatte er auf den späteren Sieger Pedro Delgado noch sechs Minuten Vorsprung. Delgado attackierte zusammen mit dem starken Rouleur José Recio. Millars Peugeot-Team zögerte mit der Verfolgung und der capitaine de la route Gilbert Duclos-Lassalle lehnte das Hilfsangebot italienischer Mannschaften ab. Recio gewann die Etappe und Delgado eroberte die Gesamtführung. Millar wurde mit 36 Sekunden Rückstand Gesamtzweiter.
1992 wurde Millar bei der Vuelta a España positiv auf Testosteron getestet und anschließend deklassiert.

## Nach dem Sport
Im Jahre 1995 beendete Millar ihre Radsportkarriere, war anfangs als Kommentatorin für Eurosport tätig und schrieb bis 2002 Kolumnen für Radsportzeitschriften. Außerdem betreute sie das britische Straßen-Nationalteam bei der Straßen-Weltmeisterschaften 1997 in San Sebastian, hatte allerdings Probleme im Umgang mit den Rennfahrern und wurde kurz danach entlassen, was sie niemals verschmerzte. Im Jahr darauf betreute sie die schottische Auswahl während der Tour of Britain.
Im Jahr 2000 kamen Gerüchte über Millars verändertes Aussehen (lange Haare, vermeintliche Brüste) auf. So gab es in der schottischen Sonntagszeitung Sunday Mail einen Bericht am 27. August 2000, in dem die Frage aufgeworfen wurde, ob Millar geschlechtsangleichende Maßnahmen anstrebe. 2003 gab es einen Bericht der Daily Mail, laut dem Millar nun als Frau in Südengland lebe.
Millar, die als schwieriger Einzelgänger gilt, äußerte sich niemals öffentlich zu diesen immer wiederkehrenden Spekulationen, zog sich aber komplett aus der Öffentlichkeit zurück und stellte auch ihre Tätigkeit als Kolumnistin ein. Sie verließ das Haus in Südengland, das sie gemeinsam mit ihrer Freundin bewohnte. Ihr anschließender Aufenthaltsort blieb unbekannt.
2006 gelang Richard Moore, dem Autor des Buches über Robert Millar, eine längere Korrespondenz per E-Mail mit Millar. Diese gab jedoch nie an, wo sie nun lebe, noch äußerte sie sich zu den Gerüchten, dass sie geschlechtsangleichende Maßnahmen habe machen lassen. Sie räumte lediglich ein, seit 1998 nicht mehr in Schottland gewesen zu sein und jetzt in wärmeren Gefilden zu leben, obwohl sie sich weiterhin als Schottin und „Glaswegian“ fühle. Schließlich brach Millar den Kontakt ab: „No more questions.“
Seit 2011 verfasst Millar Analysen der „Tour de France“ für cyclingnews.com.
Am 6. Juli 2017 veröffentlichte cyclingnews.com ein Statement der Mitarbeiterin Philippa York, in dem diese bekanntgab, früher Robert Millar gewesen zu sein, aber nach einer Geschlechtsangleichung „schon seit einiger Zeit als Philippa lebe“. Zugleich gab York bekannt, während der Tour de France 2017 im Kommentatorenteam des Senders ITV mitzuarbeiten.

## Ehrungen
1984 wurde Robert Millar von der BBC zu Scotland’s Sports Personality of the Year gewählt. 2003 wurde er in die Scottish Sports Hall of Fame und 2009 in die „British Cycling Hall of Fame“ aufgenommen, erschien aber bei dieser Ehrung nicht zur Zeremonie.
Im Mai 2012 wird zum ersten Mal in Schottland das Eintagesrennen Robert Millar Sportive in Kirkintilloch bei Glasgow ausgetragen. Gemeinsam mit dem Whisky Trail Sportive und dem Graeme Obree Ayrshire Sportive bildet das Rennen die Serie Scottish Sportive Series.

## Diverses
Robert Millar ist nicht verwandt mit seinem Namensvetter, dem schottischen Radrennfahrer David Millar.

## Erfolge (Auswahl)
1978
- Britischer Meister – Straßenrennen (Amateure)

1984
- Bergwertung Tour de France

1987
- Bergwertung Giro d’Italia

1988
- Gesamtwertung Tour of Britain

1989
- Gesamtwertung Tour of Britain

1990
- Gesamtwertung Critérium du Dauphiné Libéré

1995
- Britischer Meister – Straßenrennen